# Джаред Гілмор
Джаред Скотт Гілмор (англ. Jared Scott Gilmore, нар. 30 травня 2000, Сан-Дієго, Каліфорнія) — американський актор кіно і телебачення, який зіграв у таких телесеріалах, як «Божевільні» та «Якось у казці».

## Біографія
Джаред не єдина дитина в сім'ї, у нього є сестра-близнюк на ім'я Тейлор. Завдяки їй він потрапив на телебачення. Батьки вирішили знайти агента для Тейлор і взяли з собою в поїздку Джареда. Коли вони зустрілися з агентами, виявилося, що ті зацікавилися не тільки Тейлор, але і Джаредом. Незабаром пішли його прослуховування.
На відміну від своєї сестри, яка незабаром покинула цей бізнес, він продовжив працювати в цьому напрямку. У перший час Джаред рекламував футболки. Це й призвело його до роботи на телебаченні.

## Фільмографія
| Рік       |   | Українська назва              | Оригінальна назва            | Роль                 |
| --------- | - | ----------------------------- | ---------------------------- | -------------------- |
| 2008—2008 | с | Без сліду                     | Without a Trace              | Меттью               |
| 2008—2008 | с | В останню мить                | Eleventh Hour                | Оуен                 |
| 2008—2009 | с | Ток-шоу зі Спайком Ферестеном | Talkshow with Spike Feresten | Білл О’Рейлі         |
| 2009      | с | Сусіди по кімнаті             | Roommates                    | Грехем               |
| 2009      | ф | День навпаки                  | Opposite Day                 | дитина               |
| 2009—2010 | с | Божевільні                    | Mad Men                      | Боббі Дрейпер        |
| 2010      | ф | Напередодні ввечері           | Overnight                    | Кайл                 |
| 2010      | ф | План Б                        | The Back-up Plan             | дитина Мони, 6 років |
| 2010      | с | Хоторн                        | Hawthorne                    | Джастін Адамс        |
| 2010      | ф | Нянька на Різдво              | A Nanny for Christmas        | Джонас Райленд       |
| 2010      | с | Чоловіки середнього віку      | Men of a Certain Age         | Кеннет               |
| 2010      | с | Вілфред                       | Wilfred                      | Райан (в дитинстві)  |
| 2011—2016 | с | Якось у казці (телесеріал)    | Once Upon a Time             | Генрі Міллс          |